# Sōsuke Uno
Pour les articles homonymes, voir Uno (homonymie).
Sōsuke Uno (宇野 宗佑, Uno Sōsuke) est un homme d'État japonais né le 27 août 1922 et mort le 19 mai 1998 dans sa ville natale de Moriyama dans la préfecture de Shiga. Il fut le 47e Premier ministre du Japon du 3 juin 1989 au 10 août 1989.

## Biographie
Sōsuke Uno est né à Moriyama, dans la préfecture de Shiga, le 27 août 1922. Fils d'une riche famille de brasseurs de saké, il étudia à l'université de commerce de Kobe.
Il est mort le 19 mai 1998 à Moriyama d'un cancer des poumons.